# Courroux
Courroux ist eine politische Gemeinde im Distrikt Delémont des Kantons Jura in der Schweiz. Der frühere deutsche Name Lüttelsdorf wird heute kaum mehr verwendet.

## Geographie

Luftbild (1947)

Courroux liegt auf 418 m ü. M., 2 km östlich des Kantonshauptorts Delémont. Das Haufendorf erstreckt sich in der Ebene östlich der Birs im zentralen Teil des Delsberger Beckens, einer breiten Senke im Faltenjura.
Die Fläche des 19,7 km² grossen Gemeindegebiets umfasst einen Abschnitt im Zentralteil der landwirtschaftlich intensiv genutzten Ebene des Delsberger Beckens. Bei Courroux mündet der Scheltenbach (französisch La Scheulte) in die Birs. Im Süden reicht das Gemeindegebiet in einem schmalen Streifen bis auf die Ausläufer der Hügel Montchemin und Rosé, die zu einer Randfalte der Mont-Raimeux-Kette gehören. Im Norden umfasst die Fläche den Jurakamm des Berges Bambois, des westlichen Teils der Fringelikette (auf Gemeindegebiet bis 899 m ü. M.). Der steile bewaldete Südhang dieses Kamms trägt den Namen Côte sur le Bambois. Auf dem Kamm des Bambois befindet sich der 846 m hohe Roc de Courroux, eine Felskanzel mit schöner Aussicht nach Norden ins mittlere Birstal und bis ins Elsass. Die westliche und nördliche Abgrenzung der Gemeinde Courroux bildet die Birs, die mit einer typischen Klus die nördlich an das Delsberger Becken angrenzende Jurakette durchbricht. Von der Gemeindefläche entfielen 1997 7 % auf Siedlungen, 39 % auf Wald und Gehölze und 54 % auf Landwirtschaft.
Zu Courroux gehören der Ort Courcelon (426 m ü. M.), der östlich an Courroux anschliesst, die Hofsiedlung Bellerive in der Birsschlucht nördlich von Delémont sowie zahlreiche Einzelhöfe. Nachbargemeinden von Courroux sind Val Terbi, Courrendlin, Delémont und Soyhières im Kanton Jura sowie Liesberg im Kanton Basel-Landschaft und Bärschwil im Kanton Solothurn. Ein Dreikantonseck findet sich im Nordosten , zwischen Horniberg (836 m), Retemberg (899 m) und Spitzbüehlberg (817 m).

## Bevölkerung
| Bevölkerungsentwicklung | Bevölkerungsentwicklung |
| Jahr                    | Einwohner               |
| ----------------------- | ----------------------- |
| 1850                    | 1173                    |
| 1900                    | 1333                    |
| 1910                    | 1455                    |
| 1930                    | 1575                    |
| 1950                    | 1626                    |
| 1960                    | 1667                    |
| 1970                    | 1788                    |
| 1980                    | 2158                    |
| 1990                    | 2437                    |
| 2000                    | 2733                    |

Mit 3396 Einwohnern (Stand 31. Dezember 2023) ist Courroux die viertgrösste Gemeinde des Kantons Jura. Von den Bewohnern sind 91,7 % französischsprachig, 3,5 % deutschsprachig und 1,5 % italienischsprachig (Stand 2000). Die Bevölkerungszahl von Courroux stieg bis 1970 langsam aber kontinuierlich an. In den letzten Jahrzehnten wurde jedoch im Sog des nahen Delémont ein deutliches Bevölkerungswachstum registriert.

## Wirtschaft
Courroux war lange Zeit ein durch die Landwirtschaft geprägtes Dorf. Es hat noch heute in der Ebene des Delsberger Beckens sowie am leicht geneigten und optimal nach Süden ausgerichteten unteren Hang der Fringelikette grosse Flächen, auf denen Ackerbau betrieben wird. Courroux ist die Schweizer Gemeinde, in welcher mit rund 900 Ziegen am zweitmeisten Ziegen leben und nur von Glarus Süd mit rund 1000 Ziegen übertroffen wird. Etwa von der Mitte des 18. Jahrhunderts bis Mitte des 19. Jahrhunderts bildete die Eisengewinnung eine bedeutende Einnahmequelle. Heute hat sich das Dorf zu einer Wohngemeinde entwickelt, viele Erwerbstätige arbeiten auswärts, vor allem in Delémont.

## Verkehr
Die Gemeinde ist verkehrsmässig gut erschlossen. Sie liegt nahe bei Delémont an der Strasse über den Scheltenpass nach Mümliswil. Nach der Eröffnung der Umfahrung Delémont im Jahr 2005 besteht ein naher Anschluss an die Autobahn A16, die sowohl mit dem schweizerischen Nationalstrassennetz als auch mit dem französischen Autobahnnetz verbunden ist. Die Buslinie Delémont – Montsevelier garantiert die Anbindung von Courroux und Courcelon an den öffentlichen Verkehr.

## Geschichte
Die Gegend von Courroux kann auf eine lange Siedlungstradition zurückblicken. Auf dem Roc de Courroux wurden in der ersten Hälfte des 20. Jahrhunderts Töpferwaren aus der späten Bronzezeit gefunden, die von einer Siedlung stammen. Der Platz wurde in der Zeit von 1100 bis 800 vor Christus genutzt. Weitere Funde lassen sich auf die Eisenzeit datieren. Im Bereich des heutigen Dorfes Courroux fand man Reste einer gallorömischen Villa sowie rund 150 Gräber, die im 1. bis 3. Jahrhundert nach Christus angelegt wurden und bedeutende Grabbeigaben (Gefässe, Münzen, Statuetten, Werkzeuge) enthielten.
Erste Erwähnung findet Courroux 1146 unter dem deutschen Namen Lütoltesdorf, 1148 erscheint auch die französische Bezeichnung Corolt. Als eines der 13 freien Dörfer der Herrschaft Delsberg kam Courroux 1271 zum Fürstbistum Basel. Von 1793 bis 1815 gehörte es zu Frankreich und war anfangs Teil des Département du Mont-Terrible, ab 1800 mit dem Département Haut-Rhin verbunden. Durch den Entscheid des Wiener Kongresses kam der Ort 1815 an den Kanton Bern und am 1. Januar 1979 an den neu gegründeten Kanton Jura. Der früher zu Courroux gehörende Weiler Riedes-Dessus an der Birs ging 1856 an die Gemeinde Soyhières über.
Die Gemeinden des Val Terbi (das sind Corban, Courchapoix, Courroux, Mervelier, Montsevelier, Vermes und Vicques) planten eine Fusion, welche auf Ende 2012 zustande kommen sollte.

## Sehenswürdigkeiten
Die Kirche Saint-Nicolas wurde 1871–1873 im neugotischen Stil erbaut. Daneben befindet sich das Gemeindehaus mit Fensterkreuzen aus der Spätgotik. Der Ortskern von Courroux hat noch zahlreiche Bauernhäuser aus dem 18. und 19. Jahrhundert bewahrt.
Auf einer Felskrete südlich von Soyhières steht das zum Gemeindegebiet von Courroux gehörende Schloss von Soyhières. Es wurde wahrscheinlich im 11. Jahrhundert erbaut und 1271 erstmals urkundlich erwähnt. Zusammen mit dem gegenüberliegenden Schloss Vorbourg wurde von hier aus der Verkehr durch die Birsschlucht nördlich von Delémont kontrolliert. 1499 am Ende des Schwabenkriegs wurde das Schloss zerstört und später zumindest teilweise wieder aufgebaut.

## Bilder

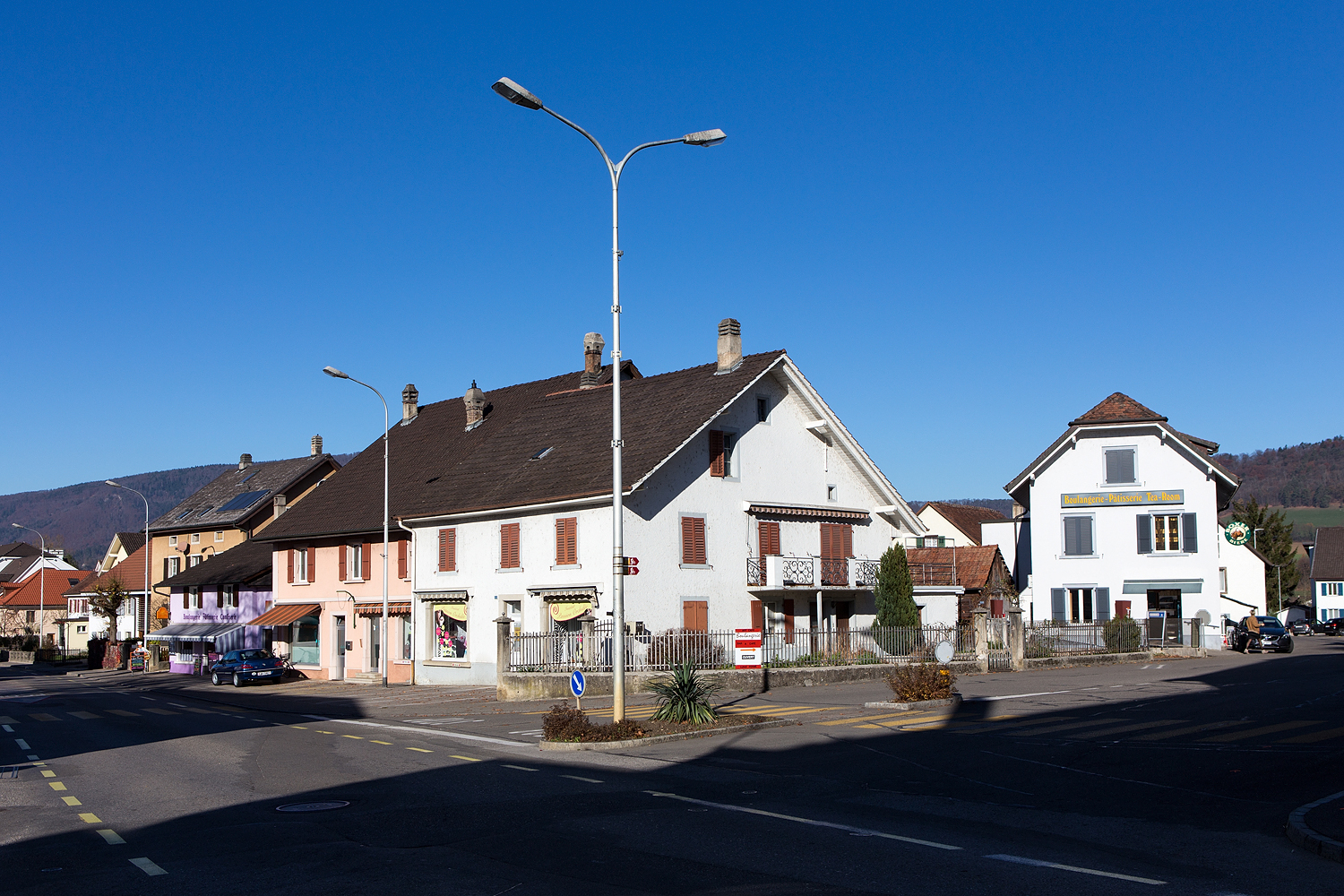
Dorfzentrum
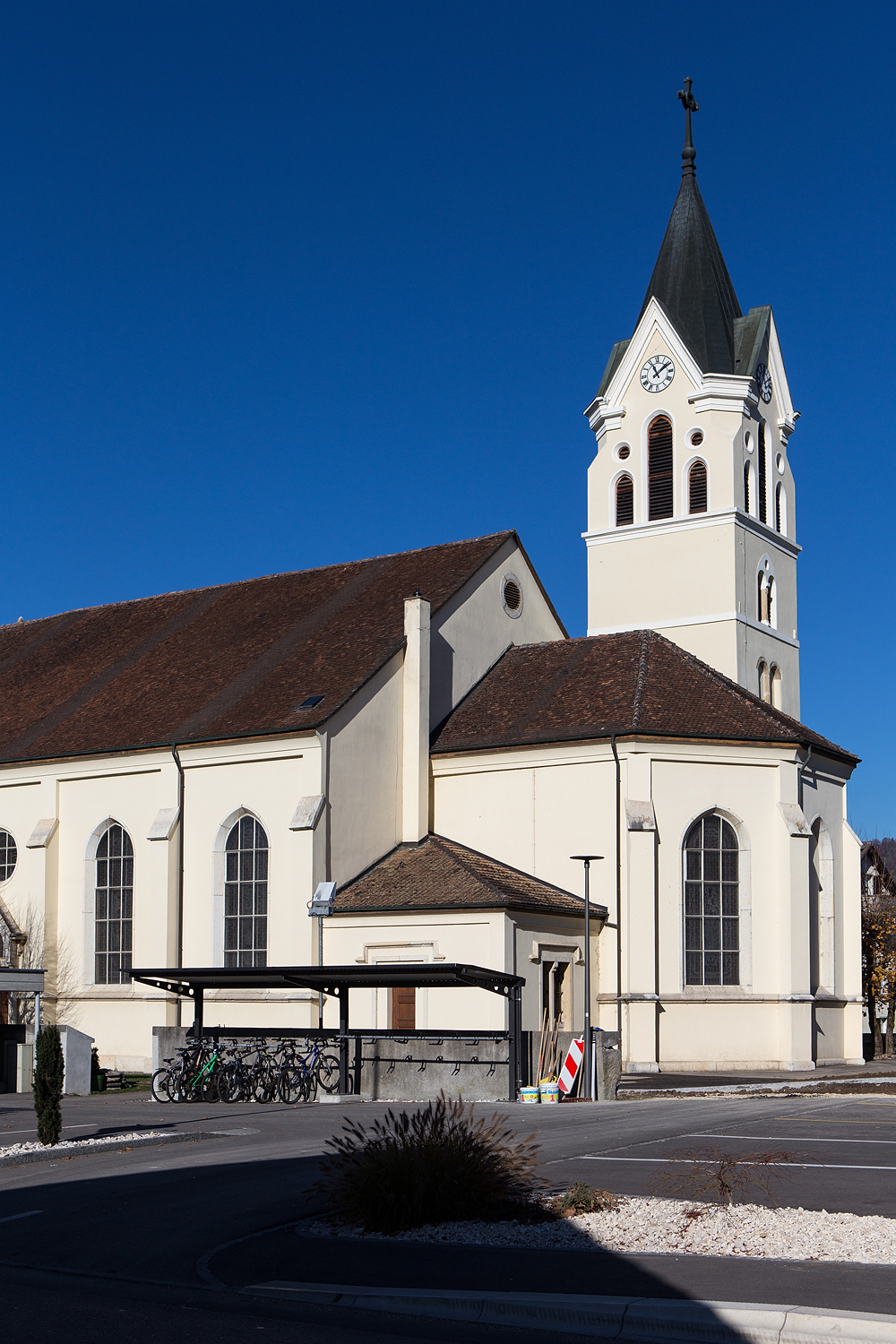
Kirche Saint-Nicolas
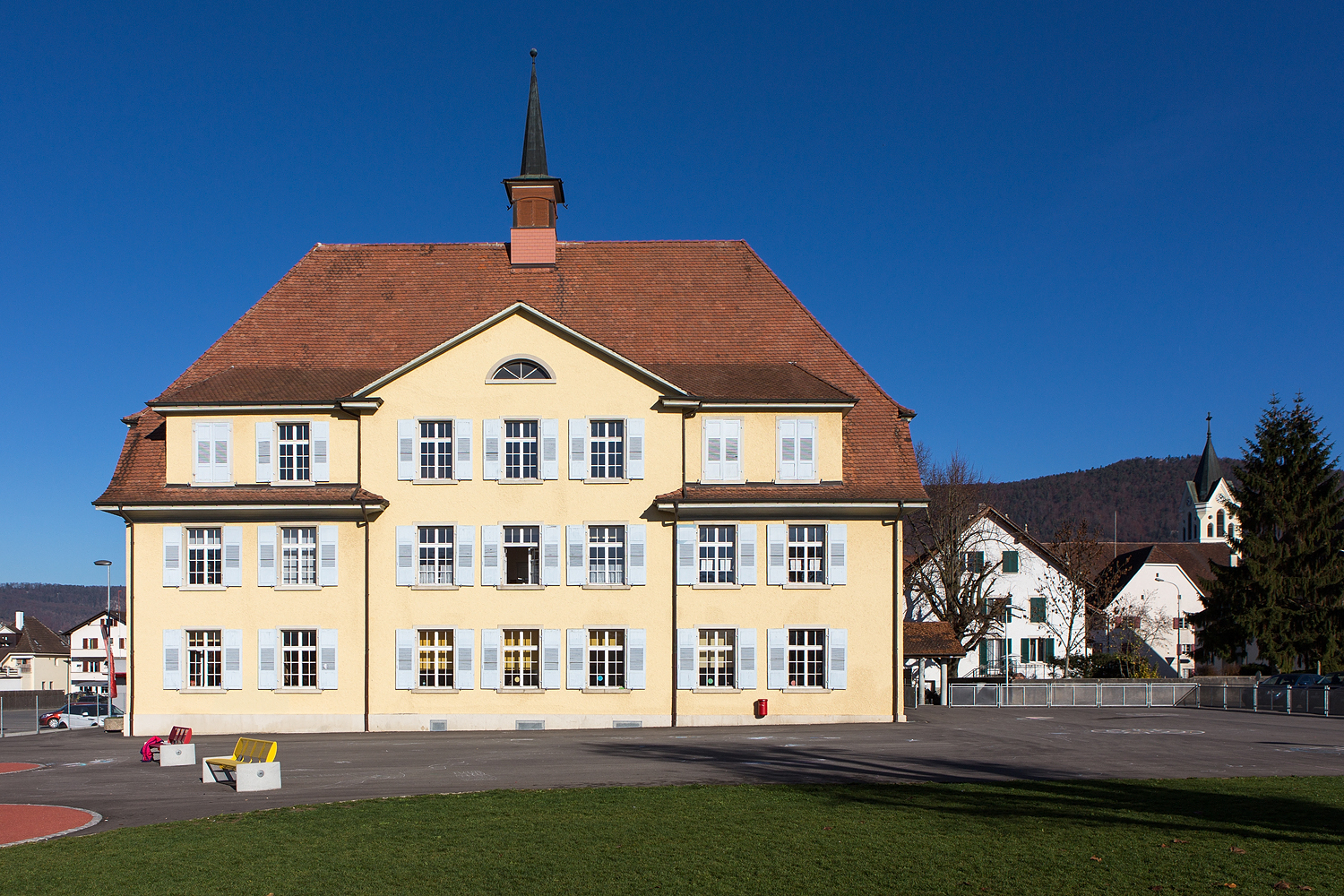
Ecole Enfantine (Kindergarten)
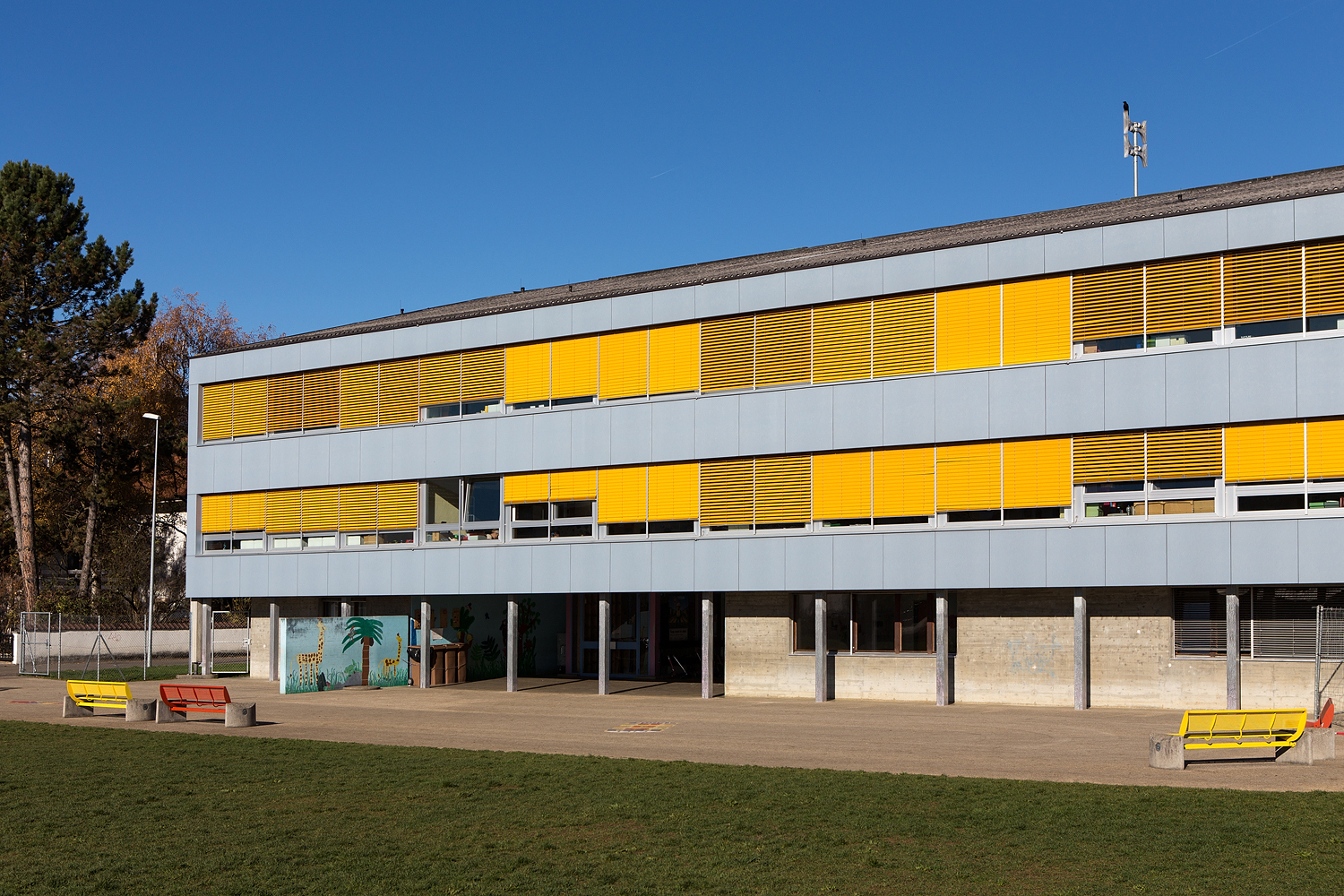
Primarschulhaus
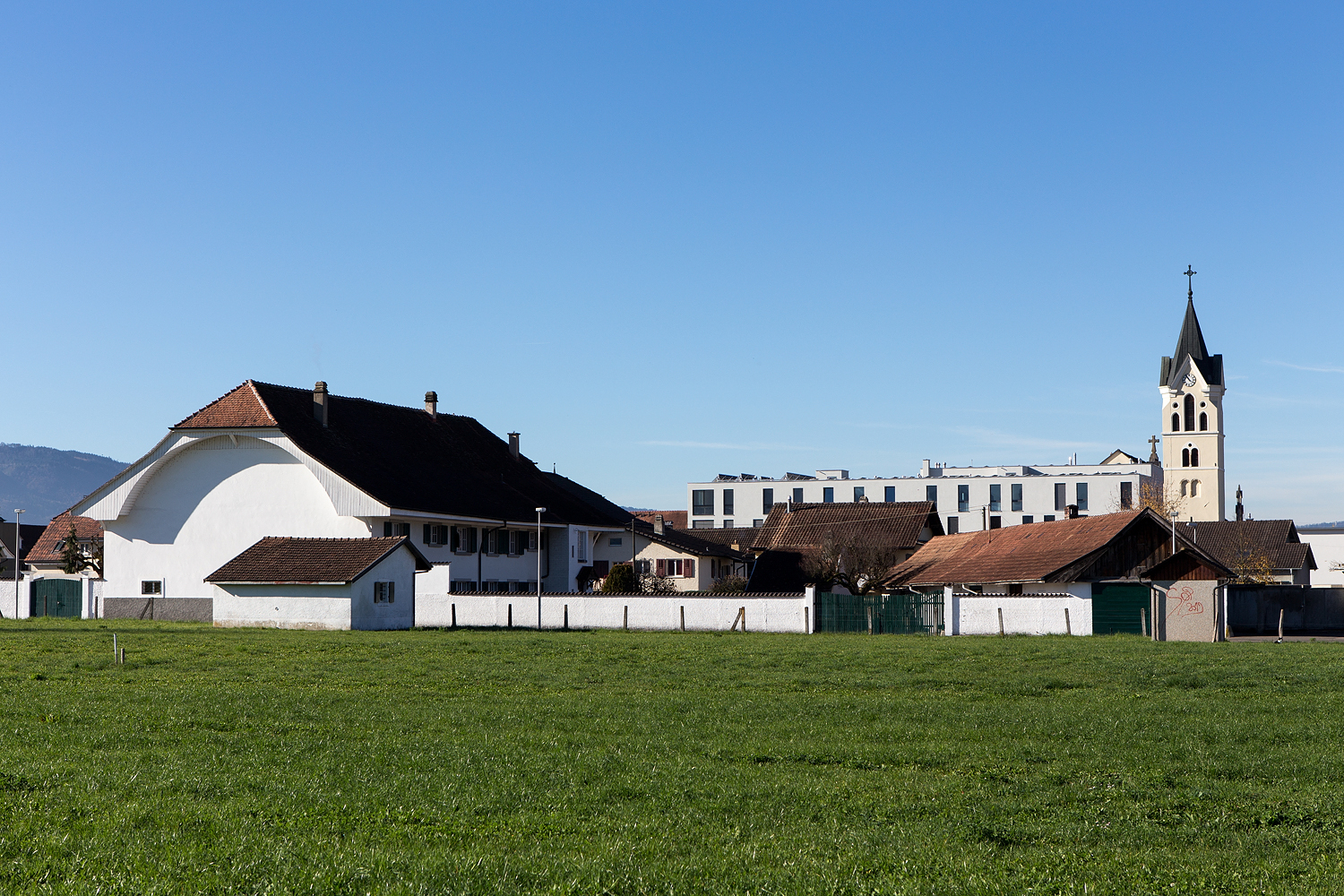
Dorfzentrum
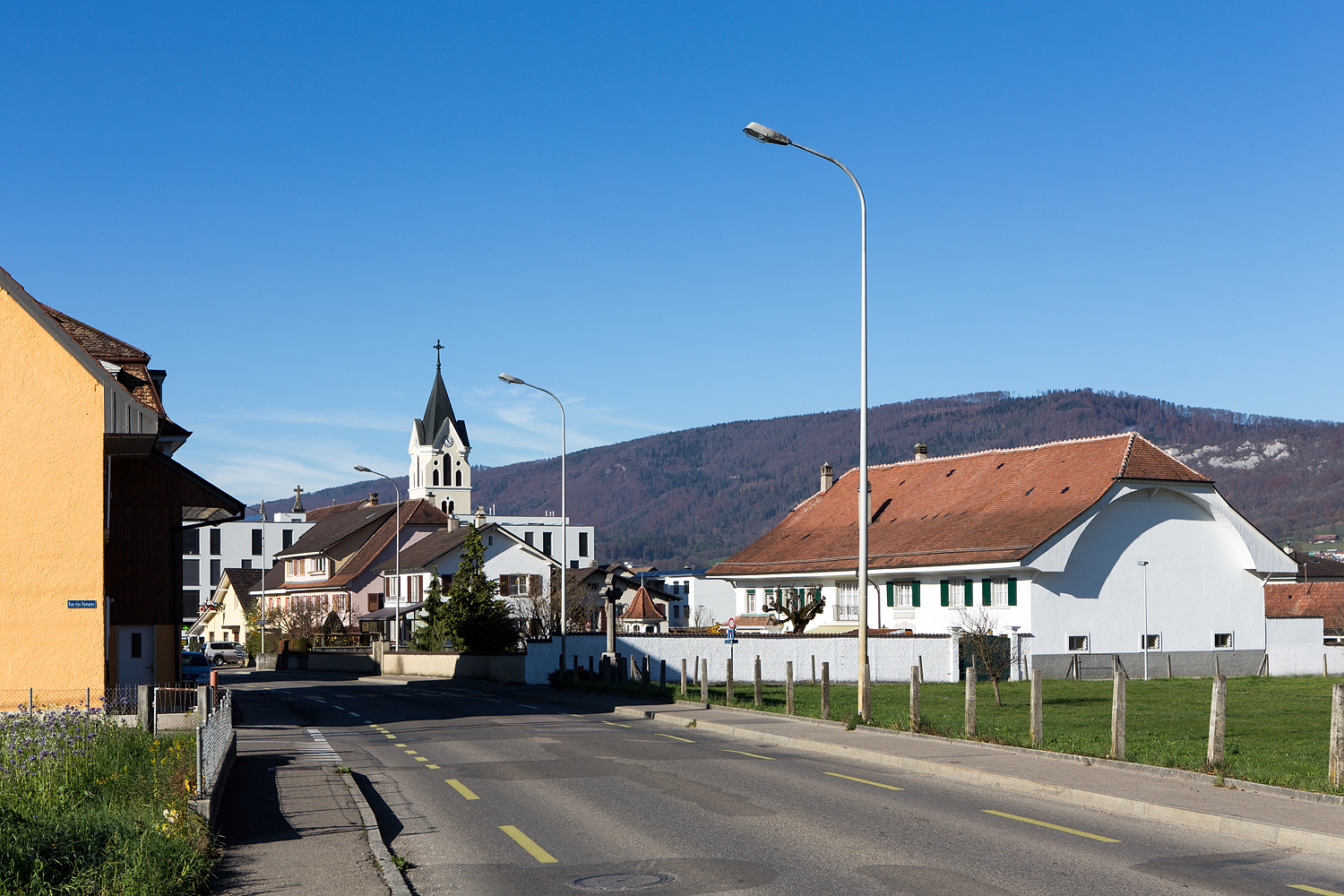
Route Cantonale
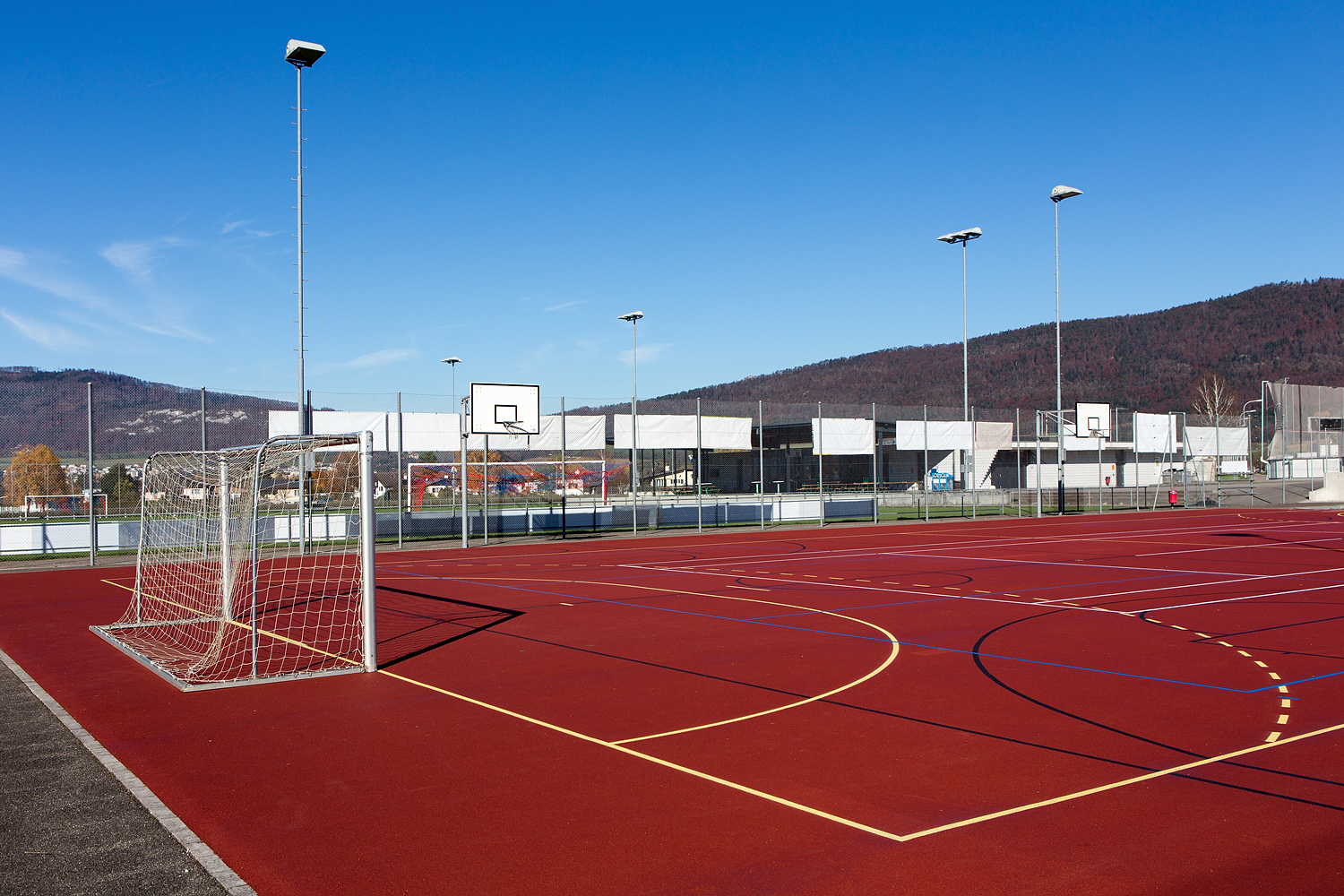
Stade (Sportplätze)
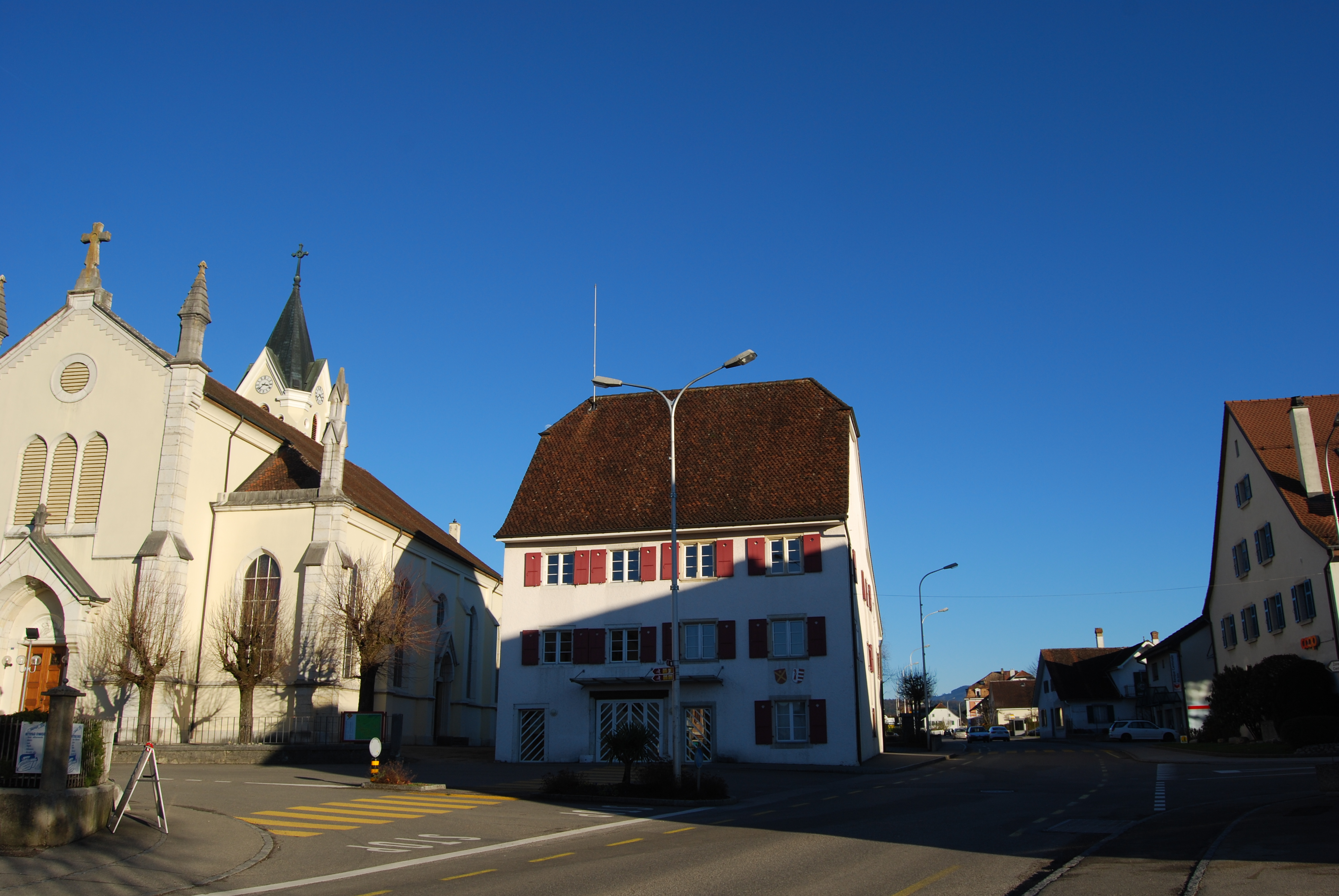
Kirche und Gemeindehaus
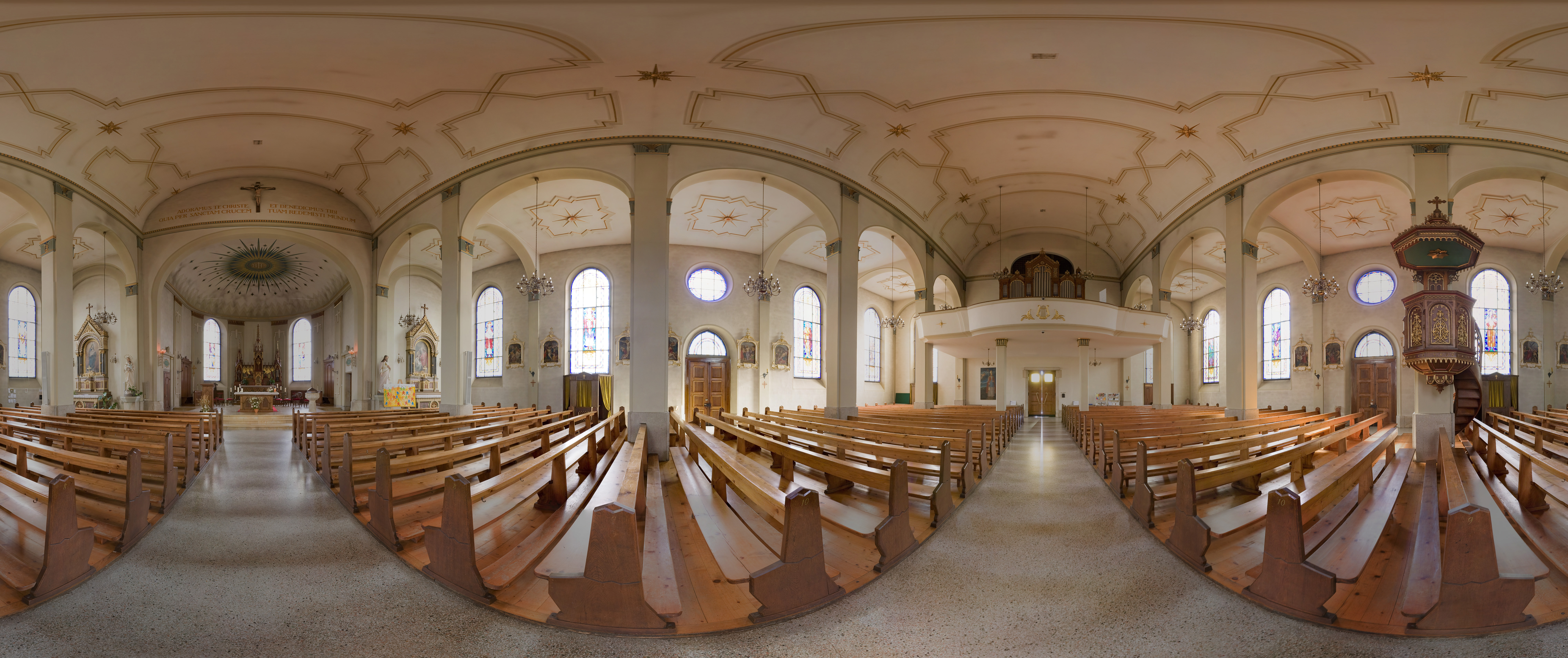
Innenansicht der Kirche
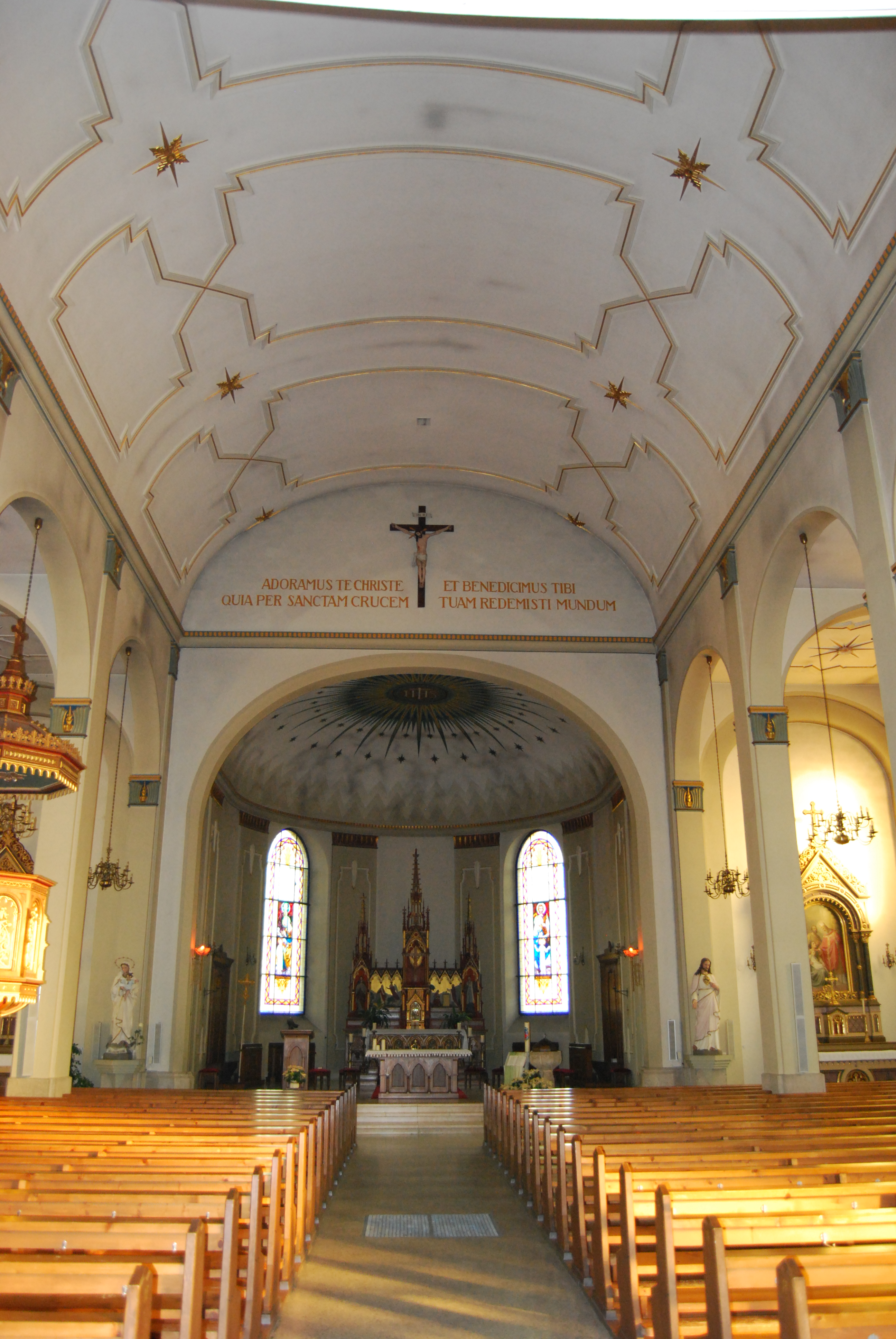
Innenansicht der Kirche
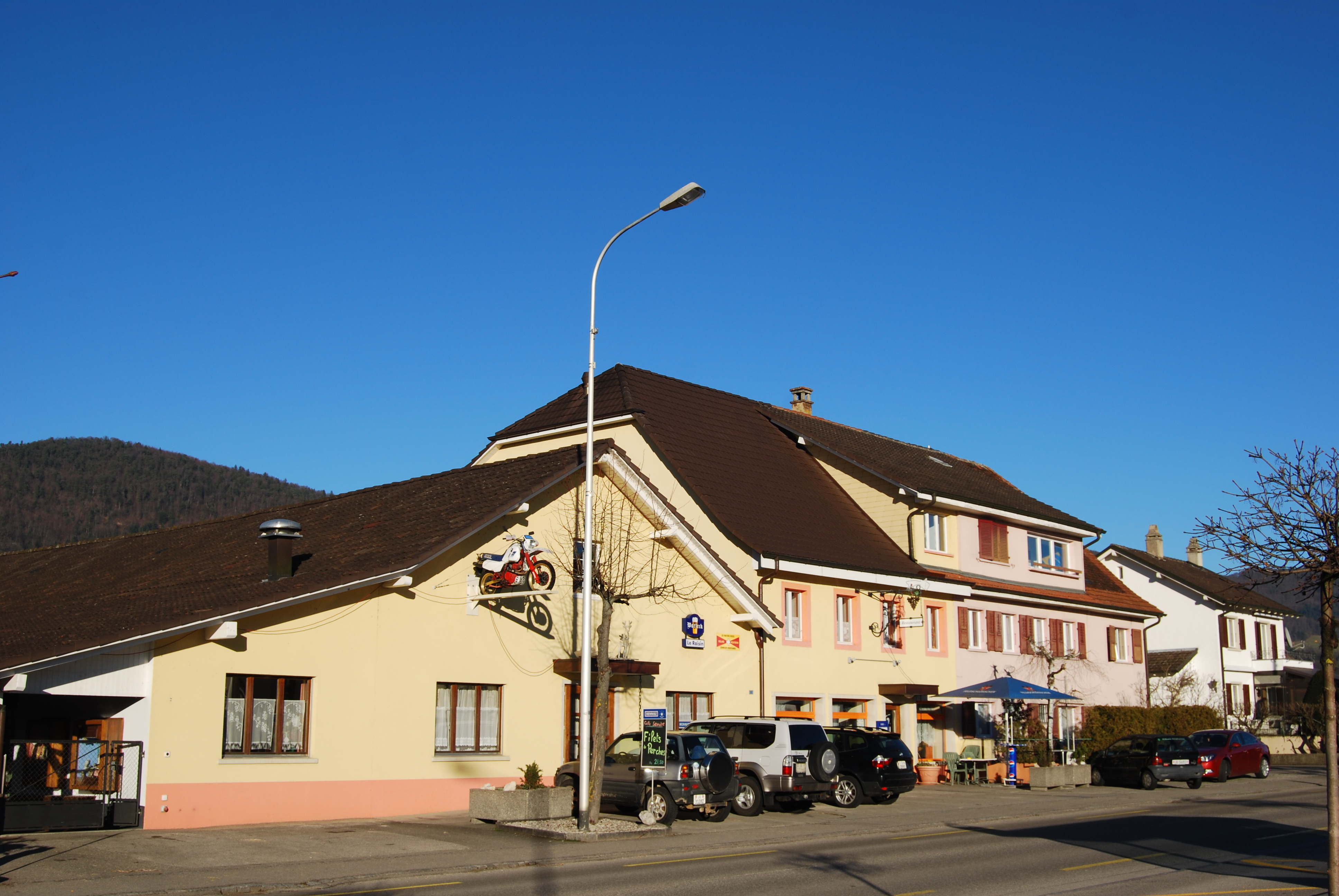
Gasthaus
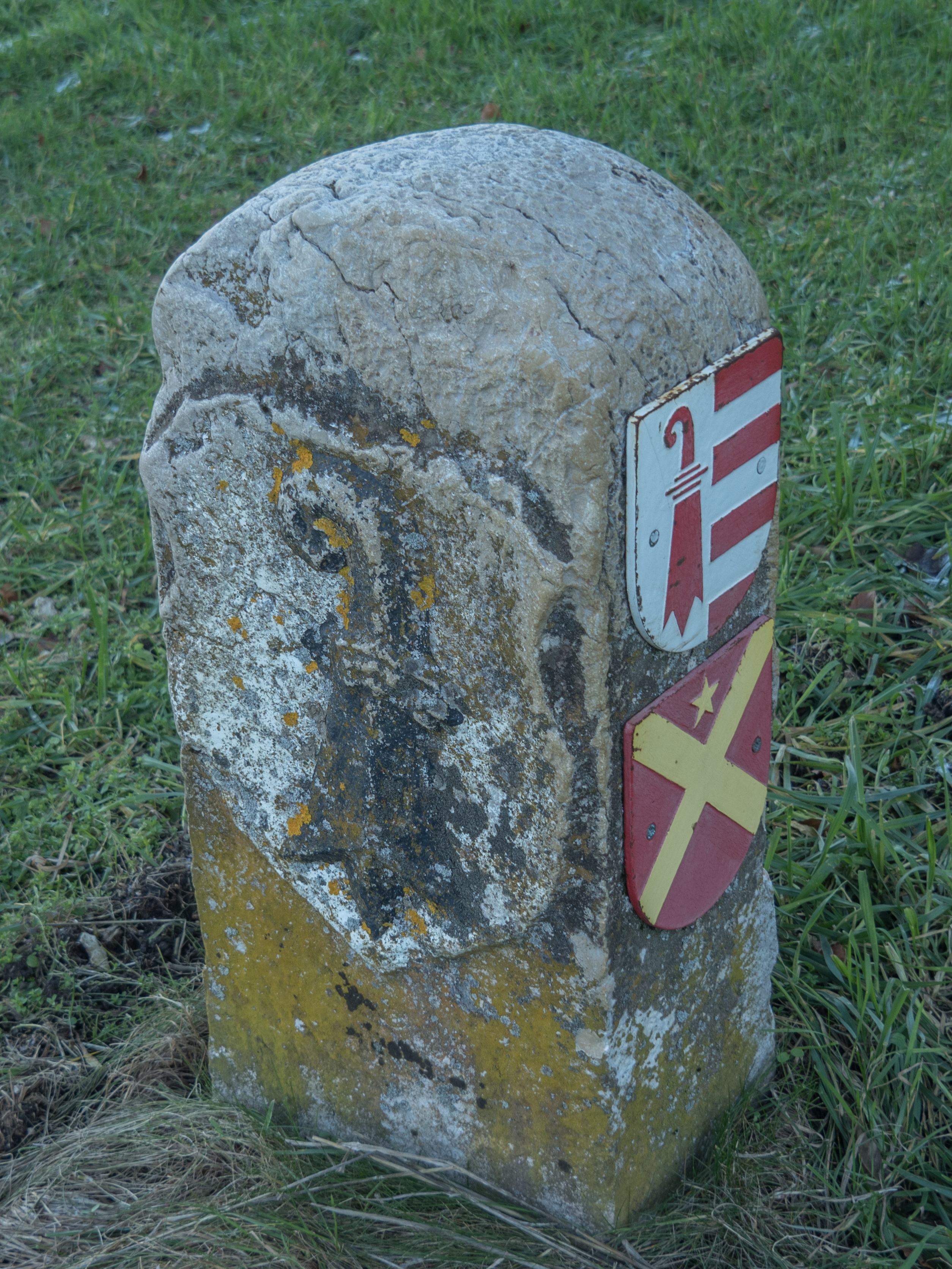
Kantonsgrenzstein mit Wappen des Kantons Jura und Courroux

## Persönlichkeiten
- Virgile Moine (1900–1987), Lehrer, Offizier und Politiker (FDP)
- Claude Hêche (* 1952), Politiker (SP), Bürgermeister von Courroux
- Katy Winter (* 1983), Sängerin und Songwriterin